# Kísértő múlt
A Kísértő múlt (eredeti cím: Things Heard & Seen) 2021-ben bemutatott amerikai horrorfilm, amelyet Shari Springer Berman és Robert Pulcini írtak és rendeztek. A film Elizabeth Brundage All Things Cease to Appear című regénye alapján című készült. A főszerepben Amanda Seyfried és James Norton látható. A filmet 2021. április 29-én mutatta be a Netflix, és többnyire negatív véleményeket kapott a kritikusoktól.
A Hudson River School számos tájképfestménye kiemelt szerepet kap a filmben.

## Rövid történet
Egy festőművész a Hudson-völgybe költözik, és kezdi gyanítani, hogy a házassága baljós sötétséget rejt, amely új otthona történetével vetekedik.

## Szereplők
| Szerep           | Színész           | Magyar hang         |
| ---------------- | ----------------- | ------------------- |
| Catherine Claire | Amanda Seyfried   | Czető Zsanett       |
| Willis Howell    | James Norton      | Czető Roland        |
| Eddie Vayle      | Alex Neustaedter  | Miller Dávid        |
| Justine Sokolov  | Rhea Seehorn      | Pikali Gerda        |
| Travis Laughton  | Michael O'Keefe   | Borbiczki Ferenc    |
| Mare Laughton    | Karen Allen       | Vándor Éva          |
| Cole Vayle       | Jack Gore         | Sándor Barnabás     |
| Floyd DeBeers    | F. Murray Abraham | Szélyes Imre        |
| Bram Sokolov     | James Urbaniak    | Seder Gábor         |
| Ella Vayle       | Emily Dorsch      | Csizmadia Gabriella |

## Filmkészítés
2019 szeptemberében bejelentették, hogy Amanda Seyfried csatlakozott a szereplőgárdához, a rendezői munkát Shari Springer Berman és Robert Pulcini végzi az általuk írt forgatókönyv alapján. A Netflix forgalmazta. 2019 októberében James Norton, Natalia Dyer, Rhea Seehorn, Alex Neustaedter és F. Murray Abraham csatlakozott a stábhoz, és még abban a hónapban megkezdődött a forgatás a New York állambeli Hudson Valleyben.

## Fogadtatás
A Rotten Tomatoes weboldalon a film 87 kritika alapján 39%-os minősítést kapott, 5,1/10-es átlagértékeléssel. A Metacritic-en 49 pontot szerzett a százból, 24 kritika alapján.